# Theodor-Körner-Kaserne (Lüneburg)
Die Theodor-Körner-Kaserne ist die letzte noch genutzte von ehemals drei Bundeswehr-Kasernen in Lüneburg (Niedersachsen). Sie wurde ursprünglich als Truppenunterkunft für den zwischen 1935 und 1937 errichteten Fliegerhorst Lüneburg geschaffen. Im April 1945 durch britische Truppen besetzt, war sie bis 1958 von der Britischen Rheinarmee belegt, bevor sie an die Bundeswehr übergeben wurde. Sie wurde sodann Sitz der Panzerbrigade 8. 1964 erhielt die Kaserne ihren Namen nach dem deutschen Dichter Theodor Körner. Nach der zum 31. Dezember 1993 erfolgten Auflösung der Panzerbrigade 8 ist Hauptnutzer derzeit das Aufklärungslehrbataillon 3 „Lüneburg“ mit etwa 590 Soldaten (2024). Als eine der ersten Kasernen der Bundeswehr verfügt sie über eine Großtagespflegestelle, eine Kindertagesstätte für die Kinder der Soldaten. Für die 2024 verkündete Wiederaufstellung der Heeresflugabwehrtruppe der Bundeswehr soll die Theodor-Körner-Kaserne neuer Standort werden.

## Lage
Die Kaserne liegt an der Bleckeder Landstraße am Ostteil der Stadt. Die Kaserne ist außerdem an das Gleisnetz der Lüneburger Industrie- und Hafenbahn angeschlossen. Früher gehörte der heutige Flugplatz Lüneburg als Fliegerhorst zu dieser Kaserne.

## Bau und Stationierungsgeschichte

### NS-Staat und Zweiter Weltkrieg
Im Zuge der Aufrüstung der Wehrmacht benötigte die Luftwaffe zusätzliche Fliegerhorste und Einsatzhäfen. Unter dem Decknamen „Kyffhäuser“ errichtete der NS-Staat daher östlich von Lüneburg an der Dahlenburger Landstraße seit 1935 auf einem 105 Hektar großen Gelände einen Flugplatz mit Kasernenanlage. Am 8. Oktober 1937 erfolgte die Einweihung. Innerhalb der Kasernenbauten bildet eine Gruppe an eingeschossigen Bauten, die als „olympisches Dorf“ bezeichnet worden waren, einen anderen Baustil ab. Dieser Bereich mit eigener Küche und Speisesaal sollte das fliegende Personal aufnehmen. Bereits ab 1. April 1937 hatte hier die Aufstellung der II./Kampfgeschwader 257 begonnen, ab dem 1. April 1938 bildete sich auf dem Fliegerhorst auch der Stab dieses Verbandes. Doch bereits zum 1. Mai 1939 erfolgte die Umbenennung in Kampfgeschwader 26, wobei Stab und II. Gruppe in Lüneburg bis zum 24. August 1939 stationiert blieben. Nach der Verlegung kehrte vom 12. bis 25. September 1939 kurzzeitig die II./Kampfgeschwader 26 nach Lüneburg zurück, kam dann nach Schwerin. Im Oktober 1939 befand sich die I./Kampfgeschwader 4 auf dem Fliegerhorst. Das Kampfgeschwader 1 war in Lüneburg mit der I. Gruppe von Oktober 1939 bis Januar 1940 präsent, der Stab und die II. Gruppe lediglich von Oktober bis November 1939. Von Januar bis April 1940 beherbergte der Fliegerhorst die III./Kampfgeschwader 4. Vom 15. Februar bis 8. April 1940 sowie vom 31. Mai bis 9. August 1940 war die Kampfgruppe 100 mit Stab, 1. und 2. Staffel in Lüneburg. Zudem wurde am 13. Juli 1940 hier die 3. Staffel der Kampfgruppe 100 gebildet, die ebenfalls bis 9. August 1940 hier verblieb. Von März bis Dezember 1940 lag die Ausbildungsstaffel des Kampfgeschwader 40 in Lüneburg. Im April 1940 befand sich die I./Kampfgeschwader 40 auf dem Fliegerhorst. Die Ergänzungskette der Kampfgruppe 100 war von August 1940 bis April 1941 hier stationiert. Ab August 1940 bis März 1941 war die Ergänzungsstaffel des Kampfgeschwader 26 in Lüneburg. Außerdem kam die Ergänzungsstaffel des Kampfgeschwader 28 von Dezember 1940 bis Mai 1941 auf den Fliegerhorst. Von Januar bis Juli 1941 hatte die II./Kampfgeschwader 40 hier ihren Sitz. Im April und Mai 1941 befand sich die Ergänzungsstaffel des Kampfgeschwader 40 am Standort. Die 7. Staffel des Nachtjagdgeschwader 3 kam von November 1941 bis April 1943 nach Lüneburg, ab April 1943 bis April 1944 die 8. Staffel des Geschwaders. Ende August 1943 befand sich zudem kurz die 9. Staffel auf dem Fliegerhorst. Nach Aufstellung aus der Ergänzungsstaffel war die neue IV./Kampfgeschwader 100 von Januar bis April 1942 in Lüneburg beheimatet. Die III./Jagdgeschwader 54 weilte vom 25. Februar bis 20. April 1944 mit kleineren Unterbrechungen auf dem Fliegerhorst. Vom 1. April 1944 bis zu ihrer Auflösung am 23. November 1944 war die IV./Kampfgeschwader 6 in Lüneburg stationiert. Teile der III./Nachtjagdgeschwader 5 befanden sich im November 1944 auf dem Fliegerhorst. Die Stabsstaffel des Nachtjagdgeschwader 1 war von Februar bis April 1945 in Lüneburg. Die Stabsstaffel des Nachtjagdgeschwader 5 lag vom 9. bis 12. Februar 1945 sowie vom 15. bis 27. Februar 1945 auf dem Fliegerhorst. Die Stabsstaffel des Nachtjagdgeschwader 3 kam vom 15. bis 27. Februar 1945 hinzu. Im Februar 1945 war zudem kurzzeitig das Kommando der III./Nachtjagdgeschwader 5 hier. Die Schulstaffel des Nachtjagdgeschwader 1 befand sich von Februar bis April 1945 in Lüneburg. Von März bis April 1945 hatte die Nachtschlachtgruppe 1 (Nord) auf dem Fliegerhorst ihren Sitz. Im April 1945 lag die III./Jagdgeschwader 1 ebenfalls in Lüneburg.
Das Flugstützpunktkommando 28/XI war von 1941 bis November 1942 eingerichtet. Das Flugplatzkommando 25/XI löste es im November 1942 ab und bestand bis März 1944. Von April 1944 bis April 1945 war schließlich die Fliegerhorst-Kommandantur 21/XI in Lüneburg eingesetzt. Das Flughafenbereichskommando Lüneburg wurde im Juli 1939 neu aufgestellt und bestand bis März 1941. Im April 1941 entstand auf dem Fliegerhorst das Flughafenbereichskommando 13/XI, das im Februar 1943 aufgelöst wurde. Im August 1943 erhielt Lüneburg das hierher verlegte Flughafenbereichskommando 8/VI. Schließlich bestanden die leichte Flak-Batterie 13/XI, der Luftminen-Zug 3, die Werft-Abteilung 36/XI und zwei Flughafenbetriebskompanien.
Der Flugplatz hatte keine asphaltierten Start- und Landebahnen, sondern Rasen. Für Nachtlandungen war er mit Befeuerung ausgestattet. Er verfügte über 6 Hangars, darunter ein Reparaturhangar, jeweils mit gepflasterten Vorplätzen, sowie über ein Munitionslager. Am 18. April 1944, am 3. Februar 1945 und am 13. April 1945 wurde der Fliegerhorst von alliierten Kampfflugzeugen angegriffen. Am 18. April 1945 wurde Lüneburg ohne Widerstand von der britischen 11th Armoured Division eingenommen.

### Britische Besatzung und Belegung durch die Britische Rheinarmee
Nach dem Ende des Zweiten Weltkriegs besetzte die britische Armee den Fliegerhorst mit Kaserne und nutzte die Anlagen für Einheiten der Royal Air Force und alliierter Streitkräfte. Der Fliegerhorst erhielt die Bezeichnung Advanced Landing Ground B-156. Stationiert waren unter anderem bis August 1945 die 400 Squadron, die 414 Squadron und die 430 Squadron der Royal Canadian Air Force, die zum Kommando der No. 39 (RCAF) Wing gehörten. Alle diese Einheiten wurden im August 1945 in Lüneburg aufgelöst. Vom 1. Dezember 1947 bis 1. Mai 1949 lag die 652 Squadron der Royal Air Force auf dem Fliegerhorst. Im Zusammenhang mit der Einrichtung der Berliner Luftbrücke auch von Lüneburg wurde erwogen, den Flugplatz zu erweitern. Diese Überlegungen wurden jedoch nicht umgesetzt.
Darüber hinaus waren folgende Einheiten des Royal Air Force Regiment (Bodentruppen) hier stationiert:
| Einheit Nr.   | Stationierung ab | Stationierung bis |
| ------------- | ---------------- | ----------------- |
| 2726 Squadron | 20. April 1945   | 4. Mai 1945       |
| 2819 Squadron | 21. April 1945   | 5. Mai 1945       |
| 2805 Squadron | Mai 1945         | März 1946         |
| 2726 Squadron | 6. Juni 1945     | 7. Juli 1945      |
| 2805 Squadron | 1945             | Oktober 1945      |
| 2806 Squadron | 1945             | 1945              |
| 2844 Squadron | 1945             | April 1946        |
| 2858 Squadron |                  |                   |
| 2713 Squadron | 1946             | 21. August 1947   |
| 4 Wing        | 1949             | März 1952         |
| 25 Wing       | Juli 1952        | Mai 1953          |
| 55 Wing       | August 1952      | Juli 1953         |
| 38 Wing       | Oktober 1952     | Mai 1954          |
| 51 Wing       | Mai 1953         | 1953              |
| 168 Squadron  | 8. Mai 1953      | 1. Januar 1956    |
| 199 Squadron  | 8. Mai 1953      | 1. Januar 1956    |

1949 zog in die nun Alma Barracks genannte Fliegerhorstkaserne das 7th Queen’s Own Hussars ein und verblieb hier bis zum Oktober 1951. Es folgte von Oktober 1951 bis Oktober 1953 das 1st Battalion The Hampshire Regiment. Anschließend kam von November 1953 bis Februar 1955 das 1st Battalion The Queen’s Own Cameron Highlanders nach Lüneburg in die Kasernenanlage. Das 1st Battalion East Lancashire Regiment lag hier von Februar 1955 bis Februar 1957. Schließlich war das 1st Battalion The Highland Light Infantry ab April 1957 hier stationiert. Zwar erfolgte die offizielle Übergabe der Lüneburger Garnison von den britischen Streitkräften an die Bundeswehr am 8. November 1958. Doch das Bataillon der Highland Light Infantry zog erst Ende Dezember 1958 aus den Alma Barracks aus. Zudem befanden sich hier an Sanitätseinheiten die 22nd Field Ambulance und die 11th Field Dressing Station.

### Bundeswehr
Nach Übernahme des Standortes Lüneburg durch die Bundeswehr bezogen das Panzeraufklärungsbataillon 3 und die Kampfgruppe A 3 (später: Panzerbrigade 8) im Februar 1959 die Kasernenanlage am Fliegerhorst. Bis Oktober 1959 war die Aufstellung der Brigade mit allen Einheiten abgeschlossen.
Mit dem Fall der Berliner Mauer wurden in der Kaserne 132 Übersiedler aus der DDR aufgenommen. Ihnen folgten 1990 insgesamt 1789 Aussiedler aus der Sowjetunion. Nach dem Ende des Kalten Krieges und der Deutschen Wiedervereinigung fiel die Panzerbrigade 8 der notwendigen Truppenreduzierung zur Umsetzung des Zwei-plus-Vier-Vertrages zum Opfer. Das Panzeraufklärungsbataillon 3 blieb hingegen trotz der Auflösung der 3. Panzerdivision erhalten und weiterhin am Standort Lüneburg. 
Das Stationierungskonzept der Bundeswehr von 2001 sah für Lüneburg nur noch 1550 Dienstposten vor, deren Konzentration in der Theodor-Körner-Kaserne erfolgen sollte.
2004 hingegen war wieder ein Aufwuchs von 1640 auf 1900 Dienstposten geplant, der insbesondere durch Verlegung von Logistikeinheiten nach Lüneburg erreicht werden sollte.
Mit dem Aussetzen der Wehrpflicht in Deutschland wurde ein neues Stationierungskonzept 2011 vorgelegt, das für Lüneburg eine signifikante Reduzierung von 1820 auf 710 Dienstposten, vor allem durch die Auflösung von Logistikeinheiten vorsah. Für die Bewältigung der Flüchtlingskrise in Europa 2015/2016 wurde das so genannte Olympische Dorf aus der Kaserne abgegrenzt und mit Asylsuchenden belegt. Zudem wurde erwogen, die Kaserne insgesamt zu schließen. Dies wurde jedoch infolge der Neubewertung der Sicherheitslage nach dem Beginn des Russisch-Ukrainischen Krieges mit der Annexion der Krim 2014 schließlich verworfen. Bis 2020 waren Unterkunfts- und Kompaniegebäude der Offizieranwärter modernisiert. Weitere Erneuerungsmaßnahmen zur Verbesserung der Kaserneninfrastruktur im Umfang von 27 Millionen Euro waren geplant, darunter die Sanierung des „olympischen Dorfes“, aber auch die Ertüchtigung und der Bau von Unterkünften, Büros, Verpflegungsstätten, Sporteinrichtungen und technischen Bereichen. Mit einem Baubeginn wurde vor 2024 nicht gerechnet. Der weiterhin bestehende Sanierungsstau, insbesondere in den Unterkunftsgebäuden der Theodor-Körner-Kaserne wurde durch die Bundeswehr im Februar 2024 öffentlich kritisiert. Im April 2024 entschied das Bundesverteidigungsministerium sich für den Standort Lüneburg und die Theodor-Körner-Kaserne zum Wiederaufbau der Heeresflugabwehr. Hauptwaffensystem wird die Oerlikon Skyranger sein, ein mobiles Flugabwehrsystem der Firma Rheinmetall auf dem Radpanzer GTK Boxer.
Im Einzelnen waren bzw. sind folgende Stäbe, Verbände, Einheiten und Dienststellen der Bundeswehr in der Theodor-Körner-Kaserne stationiert:
| Einheit                                                                                | Stationierung ab   | Herkunft | Stationierung bis                 | Verbleib |
| -------------------------------------------------------------------------------------- | ------------------ | --- | --------------------------------- | --- |
| Katholischer Standortpfarrer Lüneburg                                                  | 1956               | neu aufgestellt | 28. Februar 1997                  | aufgelöst |
| Panzeraufklärungsbataillon 3                                                           | 1. Februar 1959    | verlegt nach Aufstellung am 16. Juli 1956 in der Scharnhorst-Kaserne in Lingen (Ems) und Teilung am 1. Oktober 1958 in Panzeraufklärungsbataillone 3 und 6 | 30. September 1996                | umbenannt in Panzeraufklärungslehrbataillon 3 |
| Kampfgruppe A 3                                                                        | 2. Februar 1959    | nach Aufstellung am 1. August 1956 auf der Sophienterrasse in Hamburg und Zwischenverlegung im Februar 1957 in die Boehn-Kaserne in Hamburg                | 16. März 1959                     | in Panzerbrigade 8 umgegliedert |
| Panzerbrigade 8 (mit Verbindungskommando Luftwaffe zu Brigadekommando Panzerbrigade 8) | 16. März 1959      | umbenannt aus Kampfgruppe A 3 | 31. Dezember 1993                 | aufgelöst |
| Nachschubkompanie 3                                                                    | 1. April 1959      | neu aufgestellt | 20. Juni 1963                     | verlegt in Von-Goeben-Kaserne nach Stade, dort am 30. September 1972 im Versorgungsbataillon 3 aufgegangen |
| Panzerbataillon 84                                                                     | 1. Juli 1959       | neu aufgestellt, 4./ erst ab 8. Oktober 1959, auf dem Fliegerhorst Lüneburg;                                                                               | 1. Oktober 1959 bis 31. März 1960 | Umzug Stab und 1./ am 7. Januar 1960; 2./ und 3./ am 1. Oktober 1959; 4./ am 31. März 1960 in Schlieffen-Kaserne (Lüneburg) in Lüneburg; dort zum 31. Dezember 2002 aufgelöst                                                                  |
| Heeresmusikkorps 3                                                                     | 10. September 1959 | verlegt aus Göttingen, Zieten-Kaserne, nach Umbenennung des bisherigen Musikkorps I A am 16. März 1959                                                     | Oktober 2001                      | umbenannt in Wehrbereichsmusikkorps I |
| Panzerartilleriebataillon 85                                                           | 1. Oktober 1959    | neu aufgestellt auf dem Fliegerhorst Lüneburg | Mai 1972                          | verlegt in Scharnhorst-Kaserne in Lüneburg, weiterverlegt am 12. November 1992 in die Schlieffen-Kaserne in Lüneburg und dort zum 1. April 1997 in Geräteeinheit mit Stamm-/Aufwuchsbeziehung zum Panzerartillerielehrbataillon 95 umgewandelt |
| Versorgungsbataillon 86                                                                | 1. Oktober 1959    | neu aufgestellt | 30. September 1972                | aufgelöst; 3./VersBtl 86 wird Instandsetzungskompanie 80, 4./VersBtl 86 wird Nachschubkompanie 80 |
| Panzeraufklärungskompanie 80                                                           | 1. Oktober 1959    | neu aufgestellt | 1961                              | aufgelöst; zur Aufstellung des Panzerspähzug 80 verwendet |
| Panzerspähzug 80                                                                       | 15. November 1961  | innerhalb der Stabskompanie der Panzerbrigade 8 neu aufgestellt, wurde am 1. Januar 1973 selbständig, jedoch am 1. Oktober 1979 wieder eingegliedert       | 1. April 1982                     | im Panzeraufklärungsbataillon 3 aufgegangen |
| Zahnstation H 08 Lüneburg 1                                                            | 1. Oktober 1966    | neu aufgestellt | 30. September 1972                | in Zahnstation (Terr)H 208 umgegliedert |
| Technische Ausbildungskompanie 3/3                                                     | 1960               | neu aufgestellt | 1963                              | in Instandsetzungsausbildungskompanie 3/3 umgegliedert |
| Ausbildungskompanie 3/3                                                                | 1963               | aus Technische Ausbildungskompanie 3/3 | 31. März 1981                     | in Instandsetzungsausbildungskompanie 5/3 umgegliedert |
| Panzerjägerkompanie (Rak) 80                                                           | 1. Oktober 1967    | neu aufgestellt aus der in der Schlieffen-Kaserne in Lüneburg stationierten Ausbildungskompanie 6/3                                                        | 1980                              | in Panzerjägerkompanie 80 umgegliedert |
| Fernmelderevisionsdiensttrupp 218/426                                                  | 1. Oktober 1970    | neu aufgestellt | 30. November 1994                 | aufgelöst |
| Materialausstattung Sanitätsbereich 25/7                                               | 1. Juli 1972       | neu aufgestellt | 30. Juni 1997                     | aufgelöst |
| Instandsetzungskompanie 80                                                             | 1. Oktober 1972    | aus 3./Versorgungsbataillon 86 | 30. September 1993                | ging zum 1. Oktober 1993 im Instandsetzungsbataillon 6 auf |
| Nachschubkompanie 80                                                                   | 1. Oktober 1972    | aus 4./Versorgungsbataillon 86 | 30. September 1993                | ging zum 1. Oktober 1993 im Nachschubbataillon 6 auf |
| Zahnstation (Terr)H 208                                                                | 1. Oktober 1972    | aus Zahnstation H 08 Lüneburg 1 | 31. März 1981                     | in Zahnarztgruppe 214/1 umgegliedert |
| Instandsetzungsausbildungskompanie 10/3                                                |                    | verlegt; 1973 aus der in der Scharnhorst-Kaserne stationierten Ausbildungskompanie 10/3 gebildet                                                           | 31. März 1981                     | in Instandsetzungsausbildungskompanie 6/3 umbenannt |
| 4./Instandsetzungsbataillon 3                                                          | 1. Oktober 1975    | neu aufgestellt | Oktober 1980                      | verlegt nach Stade, Von-Goeben-Kaserne, 1994 weiterverlegt nach Munster, Schulz-/Lutz-Kaserne |
| Sanitätsgruppe Lüneburg                                                                |                    | neu aufgestellt | 1982                              | aufgelöst |
| Panzeraufklärungsausbildungskompanie 3/3                                               | 1. April 1980      | neu aufgestellt | 30. Juni 1994                     | aufgelöst |
| Panzerjägerkompanie 80                                                                 | 1980               | aus Panzerjägerkompanie (Rak) 80 | 30. September 1996                | aufgelöst |
| Panzerbataillon 81 (mit Teileinheit 35 sowie 1./)                                      | 1. Oktober 1980    | neu aufgestellt | 30. September 1992                | aufgelöst |
| Instandsetzungsausbildungskompanie 5/3                                                 | 1. April 1981      | aus Instandsetzungsausbildungskompanie 3/3 |                                   | aufgelöst |
| Instandsetzungsausbildungskompanie 6/3                                                 | 1. April 1981      | aus Instandsetzungsausbildungskompanie 10/3 |                                   | aufgelöst |
| Kasernenfeldwebel Lüneburg 3                                                           | 1. April 1981      | neu aufgestellt | 30. September 1994                | aufgelöst |
| Zahnarztgruppe 214/1                                                                   | 1. April 1981      | aus Zahnstation (Terr)H 208 | 31. Dezember 1999                 | aufgelöst |
| Radarzug 3                                                                             |                    | neu aufgestellt |                                   | aufgelöst |
| Verpflegungsstelle Lüneburg                                                            |                    | neu aufgestellt |                                   | aufgelöst |
| MAD-Stelle 24                                                                          |                    | neu aufgestellt |                                   | aufgelöst |
| Fahrschulgruppe Lüneburg 1                                                             | 1. Januar 1986     | neu aufgestellt | 31. März 1994                     | aufgelöst; ging im Kraftfahrausbildungszentrum Lüneburg auf |
| Panzerpionierkompanie 80                                                               | 1992               | verlegt nach Aufstellung am 1. August 1959 aus der Scharnhorst-Kaserne in Lüneburg                                                                         | 31. Dezember 2002                 | aufgelöst |
| Luftlandebrigadespähzug 31                                                             | 1993               | neu aufgestellt | 31. März 2000                     | in Luftlandeaufklärungskompanie 310 umgegliedert |
| Kraftfahrausbildungszentrum Lüneburg                                                   |                    | verlegt aus Schlieffen-Kaserne nach Aufstellung am 1. April 1994 unter Heranziehung der bisherigen Fahrschulgruppen Lüneburg                               | 31. März 2011                     | umgegliedert zum Kraftfahrausbildungszentrum Militärkraftfahrer Lüneburg |
| Standortältester Lüneburg mit Unterstützungspersonal                                   | 1. Dezember 1994   | neu aufgestellt | heute                             | |
| Panzeraufklärungslehrbataillon 3                                                       | 1. Oktober 1996    | aus Panzeraufklärungsbataillon 3 | 30. Juni 2007                     | umbenannt in Aufklärungslehrbataillon 3 |
| 5./Instandsetzungsbataillon 141                                                        | 1. Oktober 1996    | aus 4./Instandsetzungsbataillon 6 | 30. Juni 2003                     | in Logistikbataillon 3 aufgegangen |
| Panzeraufklärungskompanie 400                                                          | 1. April 1997      | neu aufgestellt | 5. August 2002                    | nach Eutin, Oberst-Herrmann-Kaserne, dort am 13. Juni 2008 aufgelöst |
| Panzeraufklärungskompanie 10                                                           |                    | neu aufgestellt | 31. Dezember 2007                 | aufgelöst |
| Luftlandeaufklärungskompanie 310                                                       | 1. April 2000      | aus Luftlandebrigadespähzug 31 aufgestellt | Januar 2007                       | verlegt in die Fallschirmjäger-Kaserne nach Seedorf bei Zeven |
| Wehrbereichsmusikkorps I                                                               | Oktober 2001       | aus Heeresmusikkorps 3 | 30. Juni 2007                     | aufgelöst |
| Lion Hellmann Bundeswehr Bekleidungsgesellschaft mbH Servicestation Lüneburg           | 1. Juli 2003       | neu aufgestellt | heute                             | |
| Aufklärungskompanie 912                                                                | 1. September 2007  | neu aufgestellt | 31. Dezember 2015                 | aufgelöst |
| 2./Logistikbataillon 3                                                                 | 1. Juli 2003       | neu aufgestellt | 31. Dezember 2015                 | aufgelöst |
| 5./Logistikbataillon 3                                                                 | 1. Juli 2003       | neu aufgestellt | 31. Dezember 2015                 | aufgelöst |
| 6./Logistikbataillon 3                                                                 | 1. Juli 2003       | neu aufgestellt | 31. Dezember 2015                 | aufgelöst |
| Landeskommando Niedersachsen – Familienbetreuungszentrum Lüneburg                      | 1. Juli 2003       | neu aufgestellt | 31. Januar 2013                   | umbenannt in Familienbetreuungszentrum Lüneburg |
| Sanitätszentrum Lüneburg                                                               | 1. Juli 2004       | neu aufgestellt, mit Verstärkungsreserve ab 1. Januar 2007                                                                                                 | 30. September 2015                | aufgelöst |
| Heeresinstandsetzungslogistik Stützpunkt Lüneburg                                      | 1. April 2006      | neu aufgestellt | heute                             | |
| Landeskommando Niedersachsen – Teile Lüneburg                                          | 1. Januar 2007     | neu aufgestellt | 31. Januar 2013                   | aufgelöst |
| Wehrbereichskommando I – Jugendoffizier Lüneburg                                       | 1. Januar 2007     | neu aufgestellt | 31. Januar 2013                   | umbenannt in Jugendoffizier Lüneburg |
| Aufklärungslehrbataillon 3                                                             | 1. Juli 2007       | aus Panzeraufklärungslehrbataillon 3 | heute                             | |
| Bundeswehrfuhrparkservice GmbH MC Lüneburg                                             | 1. Dezember 2008   | neu aufgestellt | heute                             | |
| Verband der Reservisten der Deutschen Bundeswehr Lüneburg                              | 1. Dezember 2008   | neu aufgestellt | heute                             | |
| Kraftfahrausbildungszentrum Lüneburg Militärkraftfahrer                                | 1. April 2011      | aus Kraftfahrausbildungszentrum Lüneburg | 31. Dezember 2014                 | umgegliedert zum Kraftfahrausbildungszentrum Lüneburg |
| Außenstelle Fahrerlaubnisprüfung Nord                                                  | 1. Januar 2013     | neu aufgestellt | 30. September 2018                | aufgelöst |
| Familienbetreuungszentrum Lüneburg                                                     | 1. Februar 2013    | aus Landeskommando Niedersachsen – Familienbetreuungszentrum Lüneburg                                                                                      | heute                             | |
| Jugendoffizier Lüneburg                                                                | 1. Februar 2013    | aus Wehrbereichskommando I – Jugendoffizier Lüneburg | heute                             | |
| Freiwillige Reservistenarbeit Lüneburg                                                 | 1. Februar 2013    | neu aufgestellt | heute                             | |
| Regionaler Planungs- und Unterstützungstrupp Lüneburg                                  | 1. Februar 2013    | neu aufgestellt | heute                             | |
| Unterstützungspersonal Regionale Sicherungs- und Unterstützungskräfte Lüneburg         | 1. Februar 2013    | neu aufgestellt | heute                             | |
| Regionale Sicherungs- und Unterstützungskompanie Nordheide (Ergänzungstruppenteil 2)   | 1. April 2013      | neu aufgestellt | 31. Juli 2021                     | umbenannt in Heimatschutzkompanie Nordheide (Ergänzungstruppenteil 2) |
| Kraftfahrausbildungszentrum Lüneburg                                                   | 1. Januar 2015     | aus Kraftfahrausbildungszentrum Militärkraftfahrer Lüneburg                                                                                                | heute                             | |
| 2./Artillerielehrbataillon 325                                                         | 1. Juli 2015       | aus Panzerartillerielehrbataillon 325 hervorgegangen | heute                             | |
| Prüftrupp Unmanned Aircraft System                                                     | 1. Juli 2015       | neu aufgestellt | heute                             | |
| Sanitätsversorgungszentrum Lüneburg                                                    |                    | neu aufgestellt | heute                             | |
| Ausbildungszentrum Munster 4./Offizieranwärter-Bataillon 1                             | 1. Oktober 2017    | neu aufgestellt | 31. Dezember 2019                 | wird 5./Aufklärungslehrbataillon 3 |
| Fahrerlaubnisprüfungen Teile Lüneburg                                                  | 1. April 2018      | neu aufgestellt | heute                             | |
| Evangelisches Militärpfarramt Lüneburg                                                 | 1. Juni 2019       | neu aufgestellt | heute                             | |
| Heimatschutzkompanie Nordheide (Ergänzungstruppenteil 2)                               | 1. August 2021     | aus Regionale Sicherungs- und Unterstützungskompanie Nordheide (Ergänzungstruppenteil 2)                                                                   | 30. September 2023                | wird 5./Heimatschutzregiment 3 (Ergänzungstruppenteil 2) |
| 5./Heimatschutzregiment 3 (Ergänzungstruppenteil 2)                                    | 1. Oktober 2023    | aus Heimatschutzkompanie Nordheide (Ergänzungstruppenteil 2)                                                                                               | heute                             | |

Zudem befindet sich die Geschäftsstelle der Reservistenkameradschaft des ehemaligen Heimatschutzbataillons 38 in der Kaserne.

## Trivia
Der Musiker Joachim Witt dementiert das Gerücht, dass sein Lied Goldener Reiter sich auf die Kaserne in Lüneburg (mit einem Reiter im Wappen) bezieht: „Eins der hartnäckigsten Gerüchte ist das sogenannte ‚Kasernen-Gerücht‘.“